# López Adentro
López Adentro es un centro poblado y resguardo indígena de Colombia,  perteneciente a la cultura nasa que se encuentra localizado al norte del departamento del Cauca, en el municipio de Caloto
El resguardo posee alturas que van desde los 1050 y los 4100 m, correspondientes a paisajes montañosos 5 y de planicie aluvial de piedemonte. La comunidad indígena se distribuye en diversos pisos térmicos que van desde templado a paramuno bajo. La temperatura oscila entre 12 °C y 23 °C, con una precipitación promedio anual de 1673 mm. 

## Aspectos geográficos
Cuenta con una población de más de 2000 habitantes. Los asentamientos humanos se presentan a manera de caseríos al interior de las veredas San Rafael, Chicharronal, El Jagual, El Crucero, La Secreta, Los Alpes, El Danubio, Las Violetas, La Cristalina y El Boquerón.

## Conflicto ambiental
La comunidad indígena nasa, ha sido afectada gravemente por el monocultivo de la caña de azúcar, que ha generado un número considerable de pasivos ambientales y un conflicto ecológico distributivo, que han modificado las costumbres agroecológicas ancestrales. Muchos indígenas de esta región dejaron de ser agricultores para ser arrendadores con sus tierras a los diferentes ingenios azucareros de la región. 